# My Destiny (Leaves' Eyes)
My Destiny is een ep van de symfonische metalband Leaves' Eyes. Het werd uitgebracht op 24 juli 2009. "My Destiny" en "Northbound" komen van het album Njord. De rest van de nummers waren onuitgebracht.
In augustus 2009 gaf de band aan dat er een muziekvideo van het titelnummer zou komen. Die is uitgebracht op 28 augustus 2009.

## Tracks
Alle muziek en teksten zijn geschreven door Kristine/Krull/Bauer/Röderer, behalve waar het aangegeven is. 
| Nr. | Titel                                                 | Schrijver(s) | Duur |
| --- | ----------------------------------------------------- | ------------ | ---- |
| 1.  | My Destiny                                            |              | 4:13 |
| 2.  | The Battle of Maldon (Non-Album track)                |              | 4:23 |
| 3.  | Scarborough Fair (Acoustic Version - Non-Album Track) | Traditioneel | 3:24 |
| 4.  | Northbound                                            |              | 4:22 |
| 5.  | Nine Wave Maidens (Non-Album Track)                   |              | 3:24 |
| 6.  | My Destiny (Remix - Non-Album Track)                  |              | 4:12 |